# Edoardo Anton
Edoardo Anton (Roma, 7 de enero de 1910 - 11 de mayo de 1986) fue un director de cine y guionista italiano.

## Biografía
Nacido en Roma como Edoardo Antonelli, transformado artísticamente como Edoardo Anton, era hijo del periodista y dramaturgo Luigi Antonelli. Entró en la industria del cine a mediados de los años treinta y pronto se convirtió en un prolífico guionista, especializado en películas cómicas. Su trabajo como cineasta es discreto, principalmente confinado a la codirección de un par de co-roducciones internacionales; la única obra enteramente imputable a él es Il lupo della frontiera.

## Filmografía

### Guion
| Año  | Título                                | Notas |
| ---- | ------------------------------------- | ----- |
| 1941 | La Aventurera desde el Piso de Arriba |       |
| 1941 | La Princesa Cenicienta                |       |
| 1942 | Bengasi                               |       |
| 1942 | Faros en la Niebla                    |       |
| 1950 | Yo falsari                            |       |
| 1952 | Yo, Hamlet                            |       |
| 1953 | Saluti e baci                         |       |
| 1953 | El Encantador Enemigo                 |       |
| 1955 | Il coraggio                           |       |
| 1955 | El Signo de Venus                     |       |
| 1956 | Toto, Peppino, y la Pícara            |       |
| 1956 | Totò, Peppino e i fuorilegge          |       |
| 1957 | Maridos en la Ciudad                  |       |
| 1958 | Chicas para el Verano                 |       |
| 1958 | Mogli pericolose                      |       |
| 1959 | Las Hermosas Piernas de Sabrina       |       |
| 1959 | Le sorprese dell'amore                |       |
| 1959 | El tío Era un Vampiro                 |       |
| 1960 | Señores Nacen                         |       |
| 1960 | Robin Hood y los Piratas              |       |
| 1961 | Rómulo y las Sabinas                  |       |

### Director
| Año  | Título                  | Notas |
| ---- | ----------------------- | ----- |
| 1949 | La montaña de cristal   |       |
| 1951 | Il lupo della frontiera |       |
| 1954 | Ridere! Ridere! Ridere! |       |